# Argument ad ignorantiam
Un argument ad ignorantiam o argument d'ignorància és una fal·làcia lògica que intenta demostrar una conclusió a partir de la ignorància sobre la seva falsedat. O dit d'una altra manera, afirma que si un determinat fet no es pot explicar, llavors no pot succeir, o que si la prova d'un fet no ha estat demostrada, llavors aquest fet no pot existir.
En la seva forma general es pot escriure:
1. Ningú no ha demostrat A;
2. Per tant, A és fals.

A pot ser una altra proposició, com "B és vertader":
1. Ningú no ha demostrat "B és vertader";
2. Per tant, B és fals.

O com "B és fals":
1. Ningú no ha demostrat "B és fals";
2. Per tant, B és vertader.

Clarament, aquest tipus d'argument és fal·laç. La premissa (1) pot ser vertadera, però això no garanteix la conclusió (2). En altres paraules, «l'absència de prova no és pas prova d'absència».

## Introducció

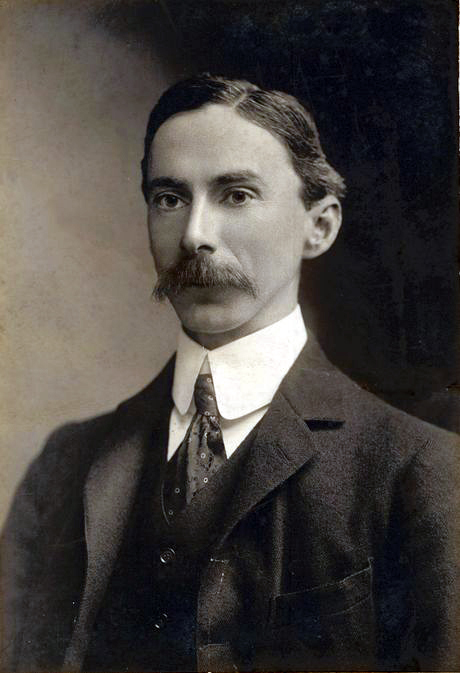
Si jo fóra a dir això, ja que la meva asseveració no pot ser refutada, és d'una presumpció intolerable per part de la raó humana dubtar d'això, per tant hauria correctament d'haver pensat d'estar dient bestieses. – Bertrand Russell

### Argument bàsic
Els arguments que apel·len a la ignorància per arribar a una conclusió definitiva es basen "simplement" en el fet que la veracitat de la proposició no és refutada. Aquests arguments no tenen en compte que els límits de la comprensió o la certesa no canvien el que és veritat. És a dir, no "informen" sobre la realitat. Això és el que la realitat és; i aquesta no "espera" que la lògica humana o l'anàlisi es formulen. La realitat existeix en tot moment, i existeix independentment del que està en la ment de cadascú. Sent així que l'impuls real de la ciència i l'anàlisi racional és el de separar la noció preconcebuda del que la realitat és, i en tot moment estar oberts a l'observació de la naturalesa tal com es comporta, per tal de descobrir vertaderament la realitat.